# Aguna
Aguna (hebreiska עגינות, plural עגונות, med betydelsen "bunden", "fjättrad"), är en juridisk term som används inom judisk juridik för att benämna en kvinna som fortfarande är bunden till sin man genom äktenskap trots att de inte lever ihop. 
Ett judiskt äktenskap upplöses genom att mannen personligen, eller via en godkänd mellanhand, överlämnar en get (גט), ett skilsmässodokument, till sin hustru. Om mannen av någon anledning är försvunnen eller är oförmögen till denna handling på grund av sjukdomstillstånd fortsätter kvinnan att vara bunden till honom och klassas då som aguna. 
Som aguna har kvinnan ingen laglig rätt till omgifte då hon måste skilja sig från mannen på judiskt vis. Om en kvinna med den här beteckningen ändå lever ihop med en ny man eller gifter om sig utan att ha någon giltig judisk skilsmässa anses hon leva i ett förbjudet förhållande. För eventuella barn i en sådan förbindelse kan den juridiska statusen skapa problem.
På grund av den problematiska situation agunan befinner sig i har det upprättats flera organisationer för att hjälpa dessa kvinnor. Även jurister är väl medvetna om problematiken för dessa kvinnor och många gör vad de kan för att återfinna mannen, eller vittnen till hans eventuella död. Dock kan inte juristerna negligera halakha, levnadsreglerna för judiskt troende. Inom reformjudendomen är begreppet aguna avskaffat.
För att en kvinna ska klassas som aguna gäller följande:
- mannen är försvunnen;
- mannen har drabbats av psykisk störning ("mentalsjukdom"); han är invalidiserad; han ligger i koma;
- mannen vägrar gå med på skilsmässa trots att paret inte längre lever ihop.